# Eretmocera
Eretmocera es un género de polillas de la familia Scythrididae.

## Especies
- Eretmocera agassizi Bengtsson, 2014
- Eretmocera albistriata Legrand, 1966
- Eretmocera alenica Strand, 1913
- Eretmocera arabica Amsel, 1961
- Eretmocera aurovittata Pagenstecher, 1900 (del Archipiélago Bismarck)
- Eretmocera basistrigata Walsingham, 1889
- Eretmocera benitonis Strand, 1913
- Eretmocera bradleyi Amsel, 1961
- Eretmocera chrysias (Meyrick, 1887) (de Australia)
- Eretmocera contermina Meyrick, 1926
- Eretmocera coracopis (Turner, 1927) (de Australia)
- Eretmocera cyanauges Turner, 1913 (de Australia)
- Eretmocera cyanosoma Meyrick, 1910 (de la isla de Sumba)
- Eretmocera dioctis (Meyrick, 1897) (de Australia)
- Eretmocera dorsistrigata Walsingham, 1889
- Eretmocera fasciata Walsingham, 1896
- Eretmocera florifera Meyrick, 1909
- Eretmocera fuscipennis Zeller, 1852
- Eretmocera haemogastra Meyrick, 1936
- Eretmocera homalocrossa Meyrick, 1930
- Eretmocera impactella (Walker, 1864)
- Eretmocera jemensis Rebel, 1930
- Eretmocera katangensis Bengtsson, 2014
- Eretmocera kochi Bengtsson, 2014
- Eretmocera laetissima Zeller, 1852
- Eretmocera letabensis Bengtsson, 2014
- Eretmocera levicornella Rebel, 1917
- Eretmocera lyneborgi Bengtsson, 2014
- Eretmocera malelanensis Bengtsson, 2014
- Eretmocera medinella (Staudinger, 1859)
- Eretmocera meyi Bengtsson, 2014
- Eretmocera microbarbara Walsingham, 1907 (de Argelia)
- Eretmocera monophaea Meyrick, 1927
- Eretmocera nomadica Walsingham, 1907 (de Argelia)
- Eretmocera pachypennis Strand, 1913
- Eretmocera percnophanes Meyrick, 1929 (de Filipinas)
- Eretmocera rubripennis Meyrick, 1915 (de India)
- Eretmocera scatospila Zeller, 1852
- Eretmocera shoabensis Rebel, 1907
- Eretmocera syleuta Meyrick, 1926
- Eretmocera thephagones van Gijen, 1912 (de Java)
- Eretmocera tiwiensis Bengtsson, 2014
- Eretmocera typhonica Meyrick, 1917
- Eretmocera xanthonota Meyrick, 1910 (de la isla de Sumba)

## Especies antiguas
- Eretmocera carteri Walsingham, 1889
- Eretmocera illucens Meyrick, 1914